# 黃作
黃作牧師，MBE，（1922年3月12日—1995年9月26日），香港基督教循道衛理聯合教會首任會長，循道學校，循道中學，北角循道學校創辦人。

## 生平
黃作祖籍廣東新會，出生於農村的非基督教家庭，11歲從新會遷居佛山，14歲入讀中華循道公會佛山華英中學，開始參加循道公會佛山文昌沙堂主日學，於1952年黃作按法規被接納為循道公會牧師。1987年退休，1995年9月26日離世。

## 家庭
黃作妻子為黃李建磐師母，早年從事基督教傳道工作。
黃師母已於2018年5月7日在香港安詳離世，享年96歲。
2019年第363期《會訊》曾刊登一篇她於1973年母親節在聖光堂之講道文章。
長女梁黃健羭，香港鋼琴及管風琴家
侄女黃健琪，台灣兒童文學作家，著作《愛樂讀─18位不朽的西方音樂家(附音樂CD)》

## 著作 / 紀念文集
- 黃作編著：《華南循道公會百年簡史（1851-1950）》（香港：香港聯區，1950）
- 循道衛理聯合教會曾於1995年及2002年，整理部分講稿，出版了《腳前的燈》及《路上的光》兩本紀念文集。

## 榮譽
1984年獲MBE勳銜

## 外部連結
- 黃作牧師 講道集 （页面存档备份，存于）